# Elephantomyia (Elephantomyia) decincta
Elephantomyia (Elephantomyia) decincta is een tweevleugelige uit de familie steltmuggen (Limoniidae). De soort komt voor in het Neotropisch gebied.